# Charles Alerte
Charles Alerte (22 luglio 1982) è un ex calciatore haitiano, di ruolo attaccante.

## Carriera

### Nazionale
Ha debuttato in nazionale il 17 gennaio 2002, in Haiti-Canada (0-2), subentrando a Patrick Tardieu al minuto 55. Ha messo a segno la sua prima rete con la maglia della nazionale il 19 gennaio 2002, in Ecuador-Haiti (0-2), siglando la rete del definitivo 0-2 al minuto 44. Ha partecipato, con la nazionale, alla CONCACAF Gold Cup 2002. Ha collezionato in totale, con la maglia della nazionale, tre presenze e una rete.

## Palmarès

### Club

#### Competizioni nazionali
- Campionato haitiano di calcio: 1

Aigle Noir: 2005-2006